# Ämter in Lippe

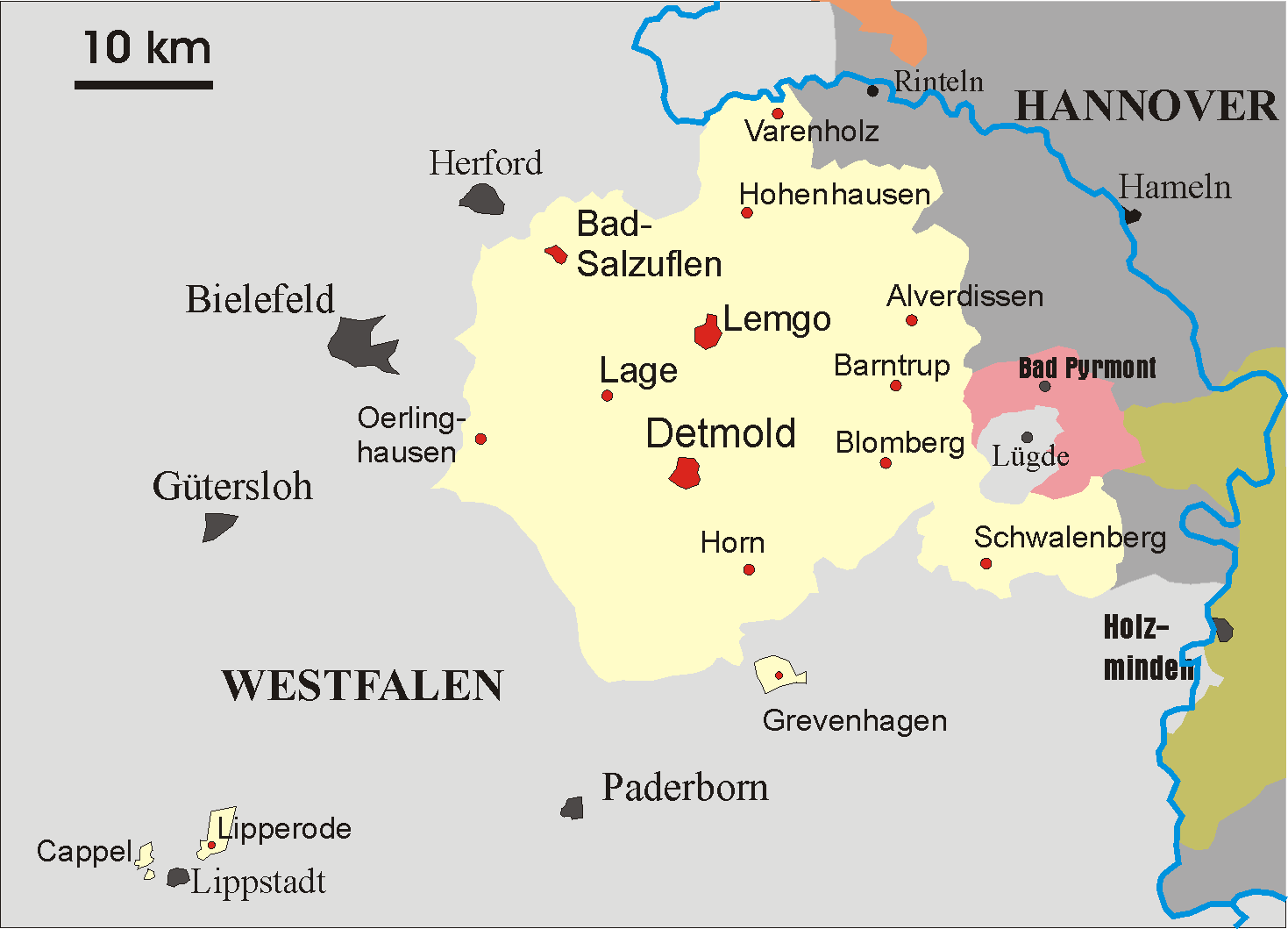
Land Lippe (bis 1946)

Das lippische Wappen

Da es zunächst im Land Lippe keine Landkreise gab, bildeten die Ämter in Lippe die obere Verwaltungsstufe direkt unter der Landesverwaltung.

## Amtsgemeinden
Nach der Gemeindeverfassungsordnung vom 2. März 1841 wurden im Land Lippe Dorfgemeinden und Amtsgemeinden (auch Ämter genannt) unterschieden. Zur Bevölkerung der Amtsgemeinden gehörten zusätzlich zu den Bewohnern der Dorfgemeinden auch diejenigen der Domänen und adligen Güter. Die Städte Barntrup, Blomberg, Detmold, Horn, Lage, Lemgo und Salzuflen sowie der Flecken Schwalenberg waren amtsfrei.

## Ämter
Im 13. Jahrhundert entstanden in der Herrschaft Lippe die Amtsbezirke im ländlichen Raum um die landesherrlichen Burgen in Anlehnung an Gerichts- und Kirchspielgrenzen. Als Verwalter dienten Droste und Amtmänner. Der große Geldbedarf der Landesherren führte dazu, die Ämter an Gläubiger zu verpfänden. Das Amt Falkenberg war das erste Amt in der Edelherrschaft Lippe, zu dem mehrere Flecken, Orte ohne Stadtrecht, und Bauernschaften gehörten. Es reichte von Meinberg bis Oesterholz und zur Senne, es gehörten außerdem Berlebeck, Heiligenkirchen, Hornoldendorf, Schmedissen, Holzhausen und Fromhausen dazu. Das Schatzregister von 1390 zählte auch Hiddesen und Heidenoldendorf dazu. Der Hauptsitz war zunächst die Falkenburg. 1405 legten Simon III, Edelherr zur Lippe, Bernhard zur Lippe und Graf Hermann zu Everstein vertraglich fest, dass die Falkenburg und das Amt Falkenberg an Simon und Burg und Stadt Horn an Bernhard fiel. Danach bildeten die Kirchengemeinden Heiligenkirchen und Meinberg zusammen mit dem jenseits des Waldes gelegenen Oesterholz und die Senne das Amt Falkenberg. Um 1410 verpfändete Bernhard Falkenberg mit aller Herrlichkeit, Recht und Zubehör für eine Schuld von 4000 rheinische Gulden an Johann de Buck. Der Edelherr Simon V. zur Lippe (Regierungszeit 1511–1536) ersetzte die durch Pfand und Pachtrecht in die eigene Tasche wirtschaftenden Amtmänner durch Beamte als Amtmänner. Mit der Neuordnung der lippischen Ämter durch die Einsetzung der Beamten als Amtmänner wurde im 16. Jahrhundert der lippische Landdrost die Personalunion mit dem Drosten des Amtes Detmold hergestellt. 1523 wurde das Amt Falkenberg als Vogtei an das Amt Detmold angeschlossen als die Falkenburg aufgegeben wurde. Das Amt Detmold wurde in die Vogteien Detmold, Falkenberg, Lage, Heiden, Oerlinghausen und Schötmar unterteilt. Das Amt Detmold war das weitaus größte Amt in Lippe und umfasste den Westen Lippes. Die anderen Ämter waren Brake, Sternberg mit den Vogteien Humfeld, Bösingfeld und Exter, Vahrenholz mit den Vogteien Hohenhausen und Langholzhausen, Barntrup, Alverdissen, Schwalenberg, Horn mit der Vogtei Schlangen und Lipperode. Die Ämter Blomberg und Schieder und Alverdissen fielen 1647 an Schaumburg-Lippe. Die Vögte verwalteten die Vogteien als Unterteilung der Ämter. 1730 wurde die Vogtei Schötmar aus dem Amt Detmold ausgegliedert und zum Amt Schötmar erhoben. 1746 wurde die Vogtei Oerlinghausen aus dem Amt Detmold herausgelöst und zum Amt Oerlinghausen. Bei Aufteilung des schaumburg-lippischen Erbe 1789 wurden die Ämter Blomberg und Schieder neu aufgeteilt, das bisher wesentlich kleinere Amt Schieder wurde ungefähr gleich groß wie das Amt Blomberg. 1806 wurde das Amt Detmold in zwei Ämter aufgeteilt. Der Sitz des einen Amtes wurde 1823 nach Lage verlegt und hieß Amt Lage aus den Vogteien Lage und Heiden. Das verbleibende Amt Detmold bestand aus den Vogteien Detmold und Falkenberg. 1812 wurde das Pragialamt Alverdissen von der Linie des regierenden Fürsten von Schaumburg-Lippe zurück erworben. Es wurde mit den Ämtern Sternberg und Barntrup zum Amt Sternberg-Barntrup zusammengeschlossen. Mit der Gemeindeverfassung von 1841 erhielten die Amtsgemeinden die kommunale Selbstverwaltung. 1851 wurde aus dem Amt Vahrenholz das Amt Hohenhausen abgespalten.

## Verwaltungsämter
Die Amtsgemeinden wurden am 23. Juli 1879 zu Verwaltungsämtern zusammengeschlossen. Es waren dies die Verwaltungsämter Blomberg, Brake, Detmold, Lipperode-Cappel und Schötmar. Mit der Einführung der Verwaltungsämter wurde die Gerichtsbarkeit am 1. Oktober 1879 auf die 9 Amtsgerichte übertragen. Die Verwaltungsämter waren nur für die Verwaltung der Amtsgemeinden zuständig und wurden von einem Amtmann geleitet.

## Gliederung der Verwaltungsämter 1886
In den Verwaltungsämtern gab es 1886 die folgenden Ämter (früher Amtsgemeinden) mit den aufgelisteten amtsangehörigen Gemeinden:
Verwaltungsamt Blomberg
- Amt Blomberg mit den Gemeinden Altendonop, Cappel, Dalborn, Eschenbruch, Großenmarpe, Istrup, Kirchendonop, Kleinenmarpe, Maspe und Mossenberg, den Rittergütern Altendonop, Burg Maspe, Lüdershof und Ober-Maspe, den Meiereien Blomberg und Siekholz sowie einem Teil des herrschaftlichen Forstes Siekholz

- Amt Schieder mit den Gemeinden Belle, Billerbeck, Herrentrup, Höntrup, Obersiebenhöfen, Reelkirchen, Schieder, Tintrup, Wellentrup und Wöbbel, den Rittergütern Borkhausen, Freismissen, Gröpperhof, Reelkirchen und Wöbbel, der Meierei Schieder sowie einem Teil des herrschaftlichen Forstes Schieder

- Amt Schwalenberg mit den Gemeinden Brakelsiek, Elbrinxen, Hummersen, Köterberg, Lothe, Niese, Rischenau, Ruensiek, Sabbenhausen und Wörderfeld, den Meiereien Biesterfeld, Falkenhagen und Schwalenberg, den herrschaftlichen Forsten Falkenhagen und Schwalenberg sowie Teilen der herrschaftlichen Forsten Schieder und Siekholz

Die Stadt Blomberg und der Flecken Schwalenberg waren amtsfrei. (1906 erhielt Schwalenberg die Bezeichnung Stadt.)
Verwaltungsamt Brake
- Amt Brake mit den Gemeinden Brake, Entrup, Hasebeck, Hillentrup, Kluckhof, Leese, Lieme, Loßbruch, Lüerdissen, Lütte, Sommersell, Wendlinghausen und Wiembeck, dem Rittergut Wendlinghausen, der Meierei Brake sowie Teilen der herrschaftlichen Forsten Diestelbruch-Bexten, Sternberg und Varenholz

- Amt Hohenhausen mit den Gemeinden Asendorf, Bavenhausen, Bentorf, Brosen, Brüntorf, Henstorf, Hohenhausen, Lüdenhausen, Matorf, Osterhagen, Talle, Welstorf und Westorf, dem Rittergut Niederntalle, der Meierei Breda sowie einem Teil des herrschaftlichen Forstes Varenholz

- Amt Sternberg mit den Gemeinden Alverdissen, Asmissen, Bega, Bösingfeld, Bremke, Göstrup, Humfeld, Laßbruch, Nalhof, Rott, Schönhagen, Schwelentrup und Sonneborn, den Rittergütern Barntrup, Mönchshof, Ullenhausen und Wierborn, den Meiereien Alverdissen, Barntrup, Dorotheenthal, Göttentrup, Oelentrup und Vallentrup sowie Teilen der herrschaftlichen Forste Sternberg und Varenholz

- Amt Varenholz mit den Gemeinden Almena, Calldorf, Erder, Heidelbeck, Langenholzhausen, Silixen, Stemmen und Varenholz, den Meiereien Heidelbeck, Hellinghausen und Varenholz und einem Teil des herrschaftlichen Forstes Varenholz

Die Städte Barntrup und Lemgo waren amtsfrei.
Verwaltungsamt Detmold
- Amt Detmold mit den Gemeinden Barkhausen, Berlebeck, Brokhausen, Fromhausen, Hakedahl, Haustenbeck, Heidenoldendorf, Heiligenkirchen, Hiddesen, Hornoldendorf, Leistrup-Meiersfeld, Mosebeck, Niederschönhagen, Oberschönhagen, Remmighausen, Schmedissen, Schönemark, Spork und Vahlhausen, den Rittergütern Braunenbruch, Herberhausen und Hornoldendorf, den Meiereien Johanettenthal und Lopshorn sowie Teilen der herrschaftlichen Forsten Berlebeck, Diestelbruch-Bexten, Kohlstädt-Horn und Lopshorn

- Amt Horn mit den Gemeinden Bellenberg-Vahlhausen, Brüntrup, Grevenhagen, Heesten, Holzhausen, Kohlstädt, Leopoldsthal, Meinberg, Schlangen, Veldrom und Wehren, dem Rittergut Küterbrock, den Meiereien Oesterholz und Veldrom sowie Teilen der herrschaftlichen Forsten Berlebeck, Diestelbruch-Bexten und Kohlstädt-Horn

- Amt Lage mit den Gemeinden Augustdorf, Bentrup, Billinghausen, Dehlentrup, Ehrentrup, Hagen, Hardissen, Hedderhagen, Heiden, Heßloh, Hörste, Hörstmar, Jerxen, Müssen, Nienhagen, Niewald, Oettern-Bremke, Ohrsen, Pivitsheide Vogtei Heiden, Pivitsheide Vogtei Lage, Pottenhausen, Trophagen, Waddenhausen und Wissentrup, dem Rittergut Iggenhausen und Schackenburg, der Meierei Büllinghausen sowie einem Teil des herrschaftlichen Forstes Lopshorn

Die Städte Detmold, Horn und Lage waren amtsfrei.
Verwaltungsamt Lipperode-Cappel
- Amt Lipperode mit den Gemeinden Lipperode und Cappel sowie dem Stift Cappel

Verwaltungsamt Schötmar
- Amt Oerlinghausen mit den Gemeinden Asemissen, Bechterdissen, Greste, Hovedissen, Mackenbruch, Oerlinghausen, Senne, Währentrup und Wellentrup, den Rittergütern Eckendorf, Hovedissen und Niederbarkhausen, der Meierei Dahlhausen sowie einem Teil des herrschaftlichen Forstes Diestelbruch-Bexten

- Amt Schötmar mit den Gemeinden Bexterhagen, Biemsen-Ahmsen, Ehrsen-Breden, Grastrup-Hölsen, Holzhausen, Lockhausen, Vinnen und Uebentrup, Nienhagen, Oberwüsten, Retzen-Papenhausen, Schötmar, Unterwüsten, Werl-Aspe und Wülfer-Bexten, den Rittergütern Papenhausen, Schötmar, Steinbeck und Rittergut Sylbach, den Meiereien Bexten, Biemsen-Stuckenbrock, Heerse und Uebbentrup sowie einem Teil des herrschaftlichen Forstes Diestelbruch-Bexten

Die Stadt Salzuflen war amtsfrei.

## Gemeindegebietsreformen
mit der Änderung von Amtsgrenzen
- 1930 wird die Meierei Lopshorn, Amt Detmold, Verwaltungsamt Detmold, in die Gemeinde Augustdorf, Amt Lage, Verwaltungsamt Detmold, eingegliedert.

innerhalb eines Amtes
- Am 1. Oktober 1919 wird das Rittergut Schötmar in die Gemeinde Schötmar innerhalb des Amtes Schötmar, Verwaltungsamt Schötmar, eingegliedert.
- Am 1. April 1920 wird die Gemeinde Borkhausen durch Zusammenschluss der Rittergüter Borkhausen und Freismissen, Amt Schieder, Verwaltungsamt Blomberg, neu gebildet.
- Am 1. Mai 1920 wird die Meierei Heerse in die Gemeinde Schötmar innerhalb des Amtes Schötmar, Verwaltungsamt Schötmar, eingegliedert.
- Am 1. April 1921 wird die Gemeinde Oesterholz aus der Meierei Oesterholz und Teilen der Gemeinden Kohlstädt und Schlangen innerhalb des Amtes Horn, Verwaltungsamt Detmold, neu gebildet.
- Ebenfalls am 1. April 1921 wird die Gemeinde Bellenberg-Vahlhausen aufgelöst. Ihr Gebiet wird auf die Gemeinden Bellenberg und VahlhausenII bei Horn aufgeteilt.
- Am 1. Juli 1921 wird das Rittergut Papenhausen in die Gemeinde Retzen-Papenhausen eingegliedert.
- Am 1. September 1921 wird die Gemeinde Falkenhagen aus der Meierei Falkenhagen und Teilen der Gemeinden Rischenau und Sabbenhausen, Amt Schwalenberg, Verwaltungsamt Blomberg, neu gebildet.
- Ebenfalls am 1. September 1921 wird die Gemeinde Schuckenbaum aus den Rittergütern Eckendorf und Hovedissen und der Gemeinde Hovedissen, Amt Oerlinghausen, Verwaltungsamt Schötmar, neu gebildet.
- Am 1. April 1922 wird die Gemeinde Siekholz aus der Meierei Siekholz und Teilen der Gemeinde Eschenbruch innerhalb des Amtes Blomberg, Verwaltungsamt Blomberg, neu gebildet.
- Am 1. März 1923 wird die Gemeinde Retzen-Papenhausen aufgelöst. Ihr Gebiet wird auf die Gemeinden Papenhausen und Retzen aufgeteilt.

Amtsfreiheit
- Am 1. April 1921 erhielt Schötmar, bisher Amt Schötmar, die Bezeichnung Stadt und schied damit aus dem Amtsverband aus.[13]
- Am 1. April 1926 erhielt Oerlinghausen, bisher Amt Oerlinghausen, Verwaltungsamt Schötmar, die Bezeichnung Stadt und schied aus dem Amtsverband aus.

## Amtsfreie Städte
Die landtagsfähigen Städte in der Herrschaft Lippe gehörten den Ämtern nicht an. Daher waren die Städte Detmold, Lippstadt, Lemgo, Salzuflen, Blomberg und Horn amtsfrei. Sie besaßen seit den Erlangen des Stadtrechts Selbstverwaltung unter einen Rat unter Leitung der Bürgermeister. Nach dem maßgeblichen Lippstädter Stadtrecht wurden die amtsfreien Städte in Gerichtsbezirke eingeteilt. Die Gerichtsbarkeit wurde vom Rat und von landesherrlichen Richtern ausgeübt. Die Abgrenzung der Zuständigkeit variierte jedoch in den lippischen amtsfreien Städten. Die Flecken Lage und Schwalenberg und die Stadt Barntrup nahmen zunächst einen Status zwischen den amtsfreien Städten und den Amtsgemeinden ein. Sie waren nicht langtagsfähig. Sie waren amtsfrei. Die amtsfreie Stadt Blomberg fiel 1647 an Schaumburg-Lippe und 1789 zurück an Lippe-Detmold. Mit Erlass der lippischen Städteordnung am 18. Mai 1843 wurde eine einheitliche Rechtsgrundlage für die Städte geschaffen. Lage erhielt das Stadtrecht. Schwalenberg blieb amtsfreier Flecken. Die Trennung von Verwaltung und Justiz wurde eingeleitet. Die Gerichtsbarkeit blieb aber als kommunale Aufgabe unter Einbeziehung des landesherrschaftlichen Stadtrichters bei den Städten. Die Stadtverordneten wählten den Magistrat unter Führung der Bürgermeister. 1851 kam die Samtstadt Lippstadt vollständig an Preußen. Mit der endgültigen Trennung von Verwaltung und Justiz am 1. Oktober 1879 wurden die kommunalen Stadtgerichte aufgehoben. Alle amtsfreien Städte gehörten den neu gegründeten Verwaltungsämtern nicht an. In der lippischen Städteordnung vom 17. April 1886 erhielten die männlichen Bürger deutscher Staatsangehörigkeit nach dem Dreiklassenwahlrecht das Wahlrecht zur Stadtverordnetenversammlung. Die Stadtverordneten erhielten mehr Mitentscheidung. Nachdem Schötmar 1921 Stadtrecht erhalten hatte, schied es aus dem Amt und Verwaltungsamt Schötmar 1921 aus und nachdem Oerlinghausen am 1. April 1926 Stadtrecht erhielt, schied es aus dem Amt Oerlinghausen und Verwaltungsamt Schötmar aus und beide Städte wurden amtsfrei.

## Landratsämter
Durch das lippische Gemeindeverfassungsgesetz vom 1. Dezember 1927 wurden mit Wirkung vom 1. April 1928 vier Landratsämter gebildet. Während die Landratsämter Blomberg, Brake und Schötmar aus den bisherigen Verwaltungsämtern hervorgingen, wurden die bisherigen Verwaltungsämter Detmold und Lipperode-Cappel zu einem Landratsamt Detmold zusammengefasst. Ein Landrat leitete die Verwaltung des Landratsamtes.

## Amtsfreie Städte 1928–1932
Die bisherigen amtsfreien Städte in Lippe Detmold, Lemgo, Bad Salzuflen, Lage, Blomberg, Horn, Schwalenberg, Barntrup, Schötmar und Oerlinghausen gehörten den Landratsämtern Detmold, Blomberg, Brake und Schötmar nicht an.

Regierungsbezirk Minden und das Land Lippe

## Kreise
Mit Wirkung vom 1. April 1932 wurden die Kreise Detmold und Lemgo gebildet.
Der Kreis Detmold mit Sitz in Detmold entstand aus dem Zusammenschluss der bisherigen Landratsämter Blomberg und Detmold und den amtsfreien Städten Lage, Blomberg, Horn und Schwalenberg. 1934 wurde die kreisfreie Stadt Detmold dem Kreis Detmold eingegliedert.
Der Kreis Lemgo mit Sitz in Brake bei Lemgo, auch als Brake in Lippe bzw. Brake i. L. bezeichnet, entstand aus dem Zusammenschluss der bisherigen Landratsämter Brake und Schötmar und den amtsfreien Städten Barntrup und Oerlinghausen. 1933 wurde Schötmar nach der Trennung von Bad Salzuflen in den Kreis Lemgo eingekreist. 1934 wurden die kreisfreien Städte Lemgo und Bad Salzuflen dem Kreis Lemgo angegliedert.

## Kreisfreie Städte
Von den mittlerweile zehn amtsfreien Städten (Bad Salzuflen [vorher Salzuflen, Umbenennung am 14. April 1914], Barntrup, Blomberg, Detmold, Horn, Lage, Lemgo, Oerlinghausen, Schötmar und Schwalenberg) blieben nur noch Detmold, Lemgo und durch die Vereinigung von Bad Salzuflen und Schötmar am 1. April 1932 Bad Salzuflen (bis 1934) kreisfrei.

## Amt Detmold-Land
Bildung des Amtes
Innerhalb des Kreises, ab 1939 Landkreises Detmold wurde nur ein Amt gebildet, das als Amt Detmold-Land bezeichnet wurde. Die anderen Gemeinden des Kreises/Landkreises Detmold und die Gemeinden des Kreises/Landkreises Lemgo gehörten keinem Amt an.
Gemeinden im Amt Detmold-Land
Die folgenden Gemeinden gehörten bis zu ihrer Auflösung am 1. Januar 1970 dem Amt Detmold-Land an:
Barkhausen, Brokhausen, Dehlentrup, Hakedahl, Jerxen-Orbke, Leistrup-Meiersfeld, Mosebeck, Niederschönhagen, Oberschönhagen, Oettern-Bremke, Remmighausen, Schmedissen, Schönemark, Spork-Eichholz und Vahlhausen bei Detmold
Auflösung des Amtes
Das Amt Detmold-Land wurde mit Wirkung vom 1. Januar 1970 aufgelöst. Als seine Rechtsnachfolgerin wurde die Stadt Detmold bestimmt. Die gesetzliche Grundlage bildet der § 3 des Gesetzes zur Neugliederung des Kreises Detmold (Detmold-Gesetz), das am 2. Dezember 1969 vom nordrhein-westfälischen Landtag beschlossen wurde. Als einzige Gemeinde wurde Schmedissen gemäß § 5 des Gesetzes nach Bad Meinberg-Horn (jetzt Horn-Bad-Meinberg) eingegliedert.

## Amt Lügde
Zum westfälischen Amt Lügde im Kreis Höxter, zeitweise auch als Amt Lügde-Harzberg und Amt Harzberg bezeichnet, gehörten die beiden Gemeinden Harzberg und Lügde. Es wurde mit Wirkung vom 1. Januar 1970 aufgelöst. Sein Gebiet kam zum Kreis Detmold.  Als seine Rechtsnachfolgerin wurde die Stadt Lügde bestimmt. Die gesetzliche Grundlage bildet der § 7 des Gesetzes zur Neugliederung des Kreises Detmold.